# Oporinia mixta
Oporinia mixta är en fjärilsart som beskrevs av Harris 1933. Oporinia mixta ingår i släktet Oporinia och familjen mätare. Inga underarter finns listade i Catalogue of Life.